# Heinrich von Hewen (Bischof, 1398)

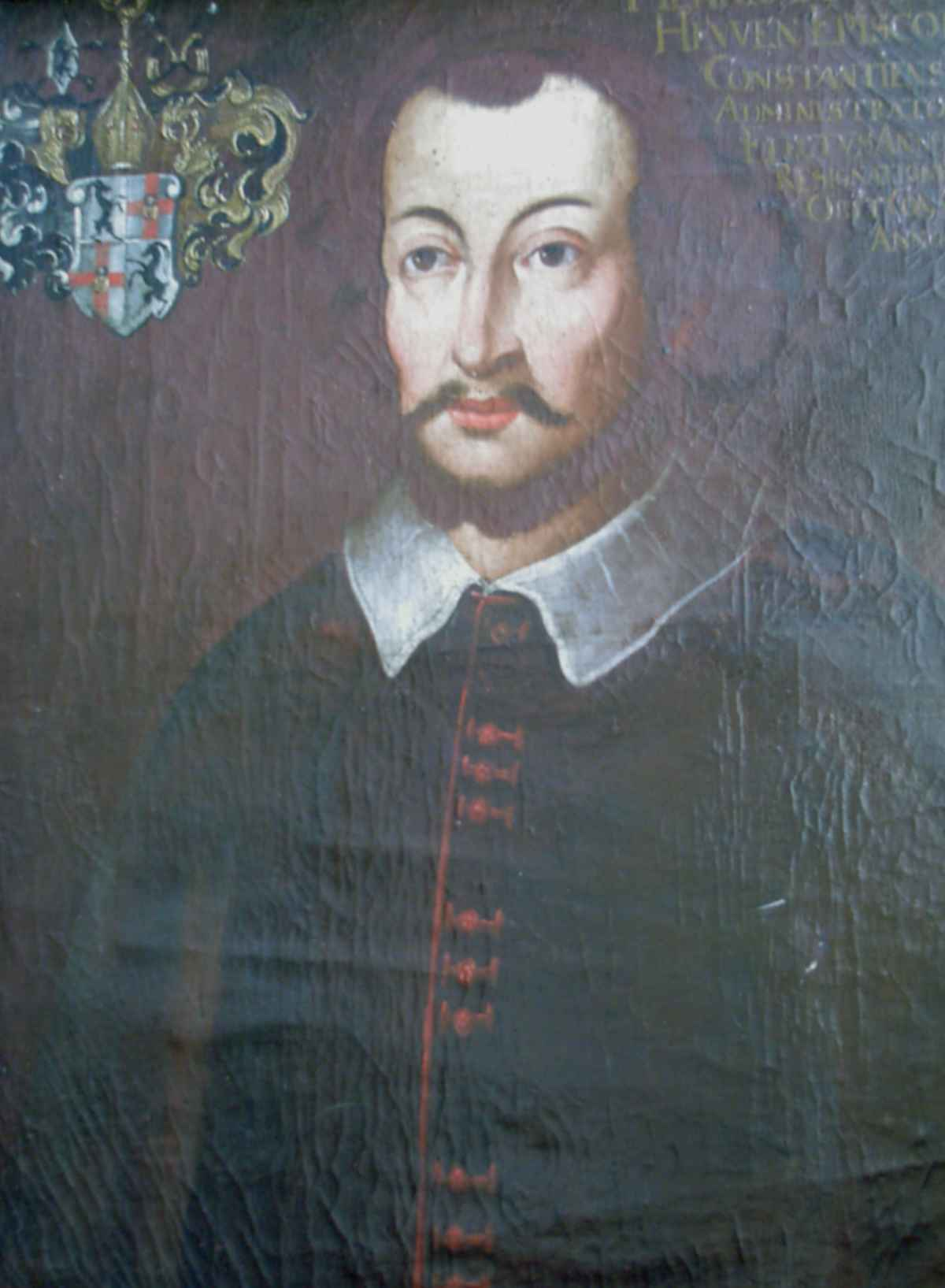
Heinrich von Hewen, Fürstbischof von Konstanz, Administrator von Chur

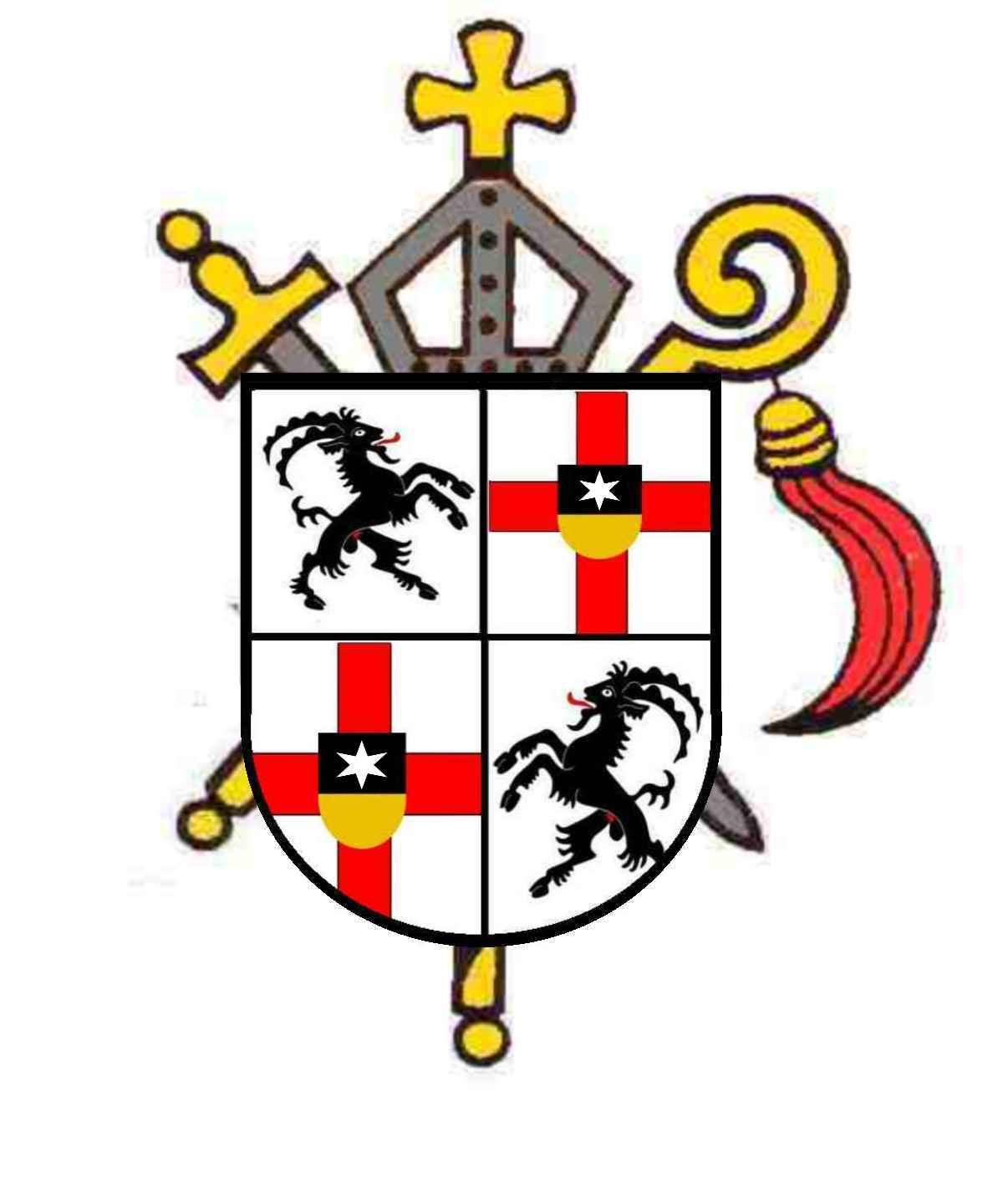
Wappen des Administrators von Chur 1441–1456

Heinrich von Hewen, auch Heinrich VI. Freiherr von Hewen, (* um 1398 in Schwarzenbach bei Jonschwil; † 22. November 1462 in Konstanz) war Bischof von Konstanz und Apostolischer Administrator von Chur.

## Familie
Heinrich von Hewen war der Sohn aus der Ehe von Peter von Hewen, Herr zu Engen (Ruine Hohenhewen), und der Gräfin Anna (oder Bertha) von Werdenberg-Heiligenberg aus dem Geschlecht der Werdenberg. Seine Schwester Anna von Hewen war Äbtissin des Fraumünsters in Zürich.

## Leben
Hewen studierte ab 1415 zunächst in Wien, später in Rom und Padua. Er führte vier Ämter parallel aus, ab 1423 Domdekan am Straßburger Münster, ab 1424 Propst im luzernischen Beromünster (Stift Beromünster) und 1426 Domherr am Konstanzer Münster. Von 1435 bis 1441 war er zudem Dompropst von Konstanz.
Am 4. August 1436 wurde er zum Bischof des Bistums Konstanz gewählt und durch Papst Eugen IV. am 19. September 1436 bestätigt. Die Bischofsweihe erhielt er am 22. Dezember 1436. Eugen IV. setzte Heinrich von Hewen zudem am 8. März 1441 als Apostolischen Administrator des Bistums Chur ein. Der dortige Bischofsstuhl von Konrad von Rechberg zu Hohenrechberg war nach nur einjähriger Amtszeit verwaist. Das Amt in Chur hatte er bis zum 10. Mai 1456 inne. Bis zu seinem Tode war er Bischof von Konstanz.
Hewen galt als Reformbischof und Friedensstifter. Heinrich von Hewen engagierte sich insbesondere um die Befriedung im Alten Zürichkrieg (Toggenburger Erbschaftskrieg), der mit dem Schiedsspruch von Einsiedeln am 13. Juli 1450 endete.
Zwischen 1385 und 1461 kam es zu den sogenannten Stadtrechtskämpfen zwischen Konstanz und Meersburg. 1457 führten Bischof Heinrich von Hewen und die Stadt Meersburg unter Bürgermeister Simon Weinzürn, dem reichsten Patrizier in Meersburg, Krieg miteinander. Meersburg musste sich schließlich dem Bischof beugen. Weinzürn kam infolge der Auseinandersetzungen ums Leben.

## Bischofswappen
Der Wappenschild viergeteilt zeigt in Feld 1 und 4 auf weiß/silbernem Grund einen schwarzen Alpensteinbock, rechts/links gestellt, das Wappen des Fürstbistums Chur (Gotteshausbund); in Feld 2 und 3 ein rotes Kreuz auf weiß/silbernem Grund, das Wappen des Bistums Konstanz, der Mittelschild, im oberen schwarzen Feld ein sechszackiger silberner Stern, das Wappen des Adelsgeschlechts von Engen-Hewen. Kreuz, Mitra, Bischofsstab und Schwert, Insignien geistlicher und weltlicher Macht.